# Willem van Aelst

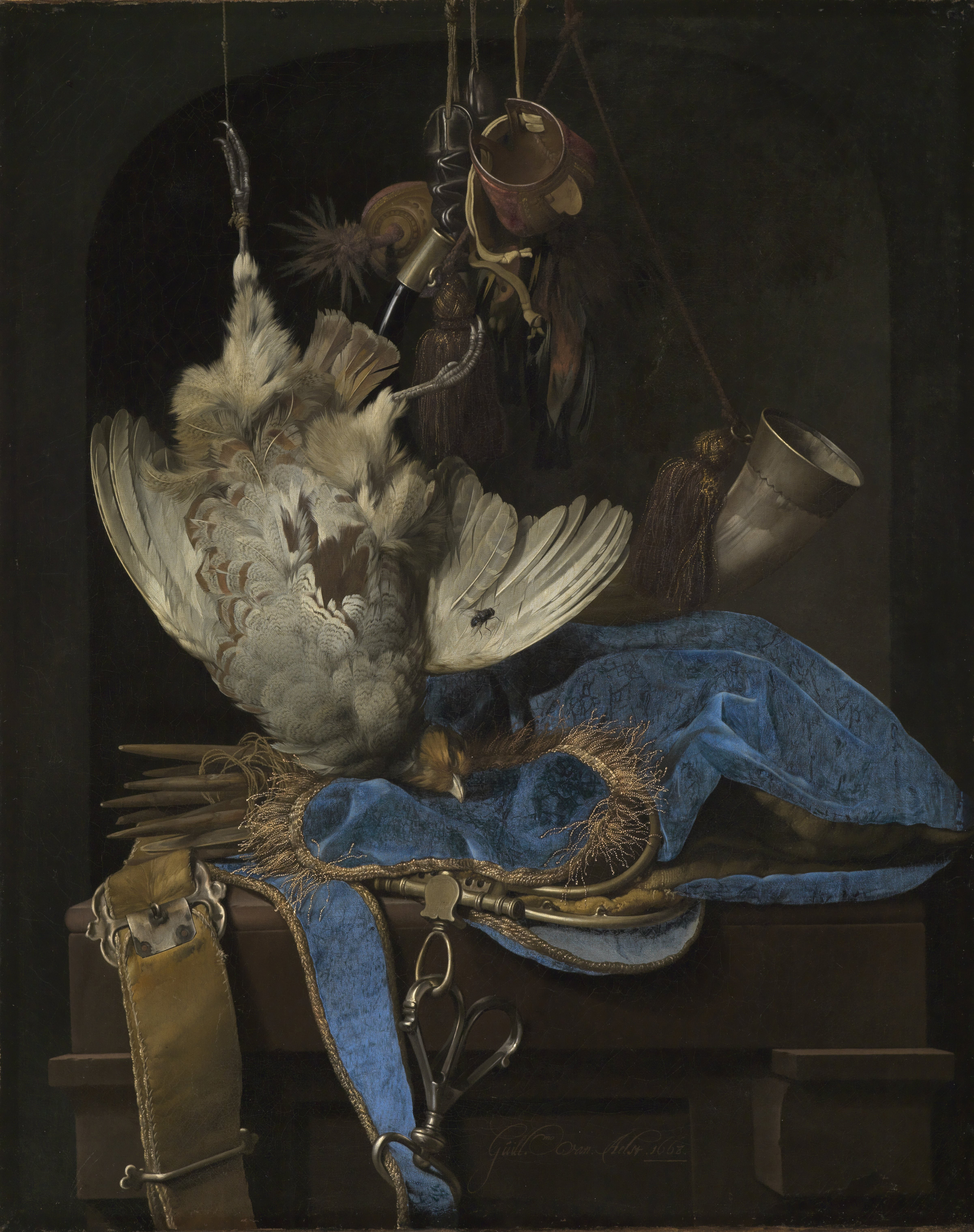
Bodegón amb equipament de caça i au morta, 1668, oli sobre llenç, 54 x 68 cm, Staatliche Kunsthalle Karlsruhe.

Willem van Aelst, també anomenat Guillmo van Aelst i Guillelmo d'Olanda (Delft, 1627 – Amsterdam, 1683) va ser un pintor barroc neerlandès, especialitzat en la pintura de natura morta.
Batejat a Delft el 16 de maig de 1627, es va formar amb el seu oncle, el també pintor de natura morta Evert van Aelst. Es va inscriure en el gremi de Sant Lucas de Delft el 1643. Dos anys més tard va marxar a França on va residir fins al 1649 o el 1651. Va anar després a Itàlia, establint-se a Florència. on va treballar al servei del gran duc de Toscana, Ferran II de Mèdici. Segons algunes fonts, en contacte amb Otto Marseus van Schrieck s'hauria incorporat a la Schildersbent, agrupació de pintors nòrdics residents a Itàlia, on hauria sigut conegut per l'àlies «Vogelverschrikker» (espantaocells) i signat amb aquest pseudònim algunes obres, encara que no existeix prova documental d'això i ni tan sols és segur que arribés a residir a Roma. El 1656 va tornar a Holanda, establint-se a Amsterdam. El 1679 va contreure matrimoni amb Helena Nieuwenhuys. Va ser enterrat a Ámsterdam el 22 de maig de 1683.
Willem van Aelst és autor d'un elevat nombre de pintures de natura morta datats entre 1643 i 1683. Influït per Jan Davidsz. de Heem; es tracta normalment de flors i de fruites, sovint amb els rams tallats i asimètrics, amb petits ocells pel voltant i bases de marbre cobertes amb tapets sovint de color blau, a to amb els colors predominantment freds de les branques i els fons, junt amb les de desdejuni i les de peces de caça, amb aus mortes penjant de les potes i banyes de caça.
Va tenir com a deixebles, entre d'altres, a Maria van Oosterwijk, Rachel Ruysch, Isaac Denies i Ernst Stuven.